# Tranvia Rivarolo-Cuorgnè
La tranvia Rivarolo-Cuorgné era una linea del Canavese che fu in esercizio con trazione a vapore fra il 1883 e il 1906.
Realizzata quale prolungamento su sede stradale della ferrovia Settimo-Torinese-Rivarolo, venne sostituita da una nuova diramazione della stessa che da Rivarolo Canavese conduce a Pont.

## Storia
La Società Anonima per la Strada Ferrate e le Tramvie del Canavese (FCC), che già eserciva anche la tranvia Torino-Leynì-Volpiano, aprì all'esercizio la nuova tranvia il 1º marzo 1883; l'esercizio avveniva con trazione a vapore in prolungamento della precedente ippovia Settimo Torinese-Rivarolo, aperta nel 1866 e anch'essa convertita alla trazione a vapore.
Nel 1887 fu inaugurata la ferrovia Rivarolo-Castellamonte e risultavano in corso i lavori di prolungamento dopo Cuorgné di una diramazione per Pont Canavese, aperta infine nel 1906: il 30 giugno di tale anno la tranvia venne conseguentemente soppressa.
Per alcuni anni un tratto della sede tranviaria fu mantenuto in servizio quale raccordo con la manifattura di Rivarolo Canavese, fondata e diretta da Michele Chiesa, sul quale prestava servizio un locomotore elettrico da 24 kW di costruzione Carminati & Toselli degli anni trenta.

## Caratteristiche
|  |  | Continuation backward |

|  | Unknown route-map component "uexKBHFa" | Station on track |

|  | Unknown route-map component "uexHST" | Stop on track |

| Unknown route-map component "STR+l" | Unknown route-map component "uxmKRZ" | One way rightward |

| Straight track | Unknown route-map component "uexHST" |  |

|  | Straight track | Unused straight waterway | Unknown route-map component "exSTR+l" | Unknown route-map component "exCONTfq" |

| Straight track | Unknown route-map component "uexKBHFe" | Unknown route-map component "KBHFxa" |

| One way leftward | Transverse track | Unknown route-map component "ABZgr" |

|  |  | Continuation forward |

A differenza di quello ferroviario da Settimo Torinese, realizzato interamente in sede propria, il tracciato della tranvia per Cuorgnè risultava in sede stradale e raggiungeva la lunghezza complessiva di 9,935 km.
Da Rivarolo Canavese il percorso si discostava significativamente da quello del tratto ferroviario poi attivato in sostituzione della tranvia.

## Materiale rotabile
Sulla linea prestarono servizio quattro locomotive a vapore Henschel a due assi motori, in grado di raggiungere i 25 km/h: